# Ayam bakar

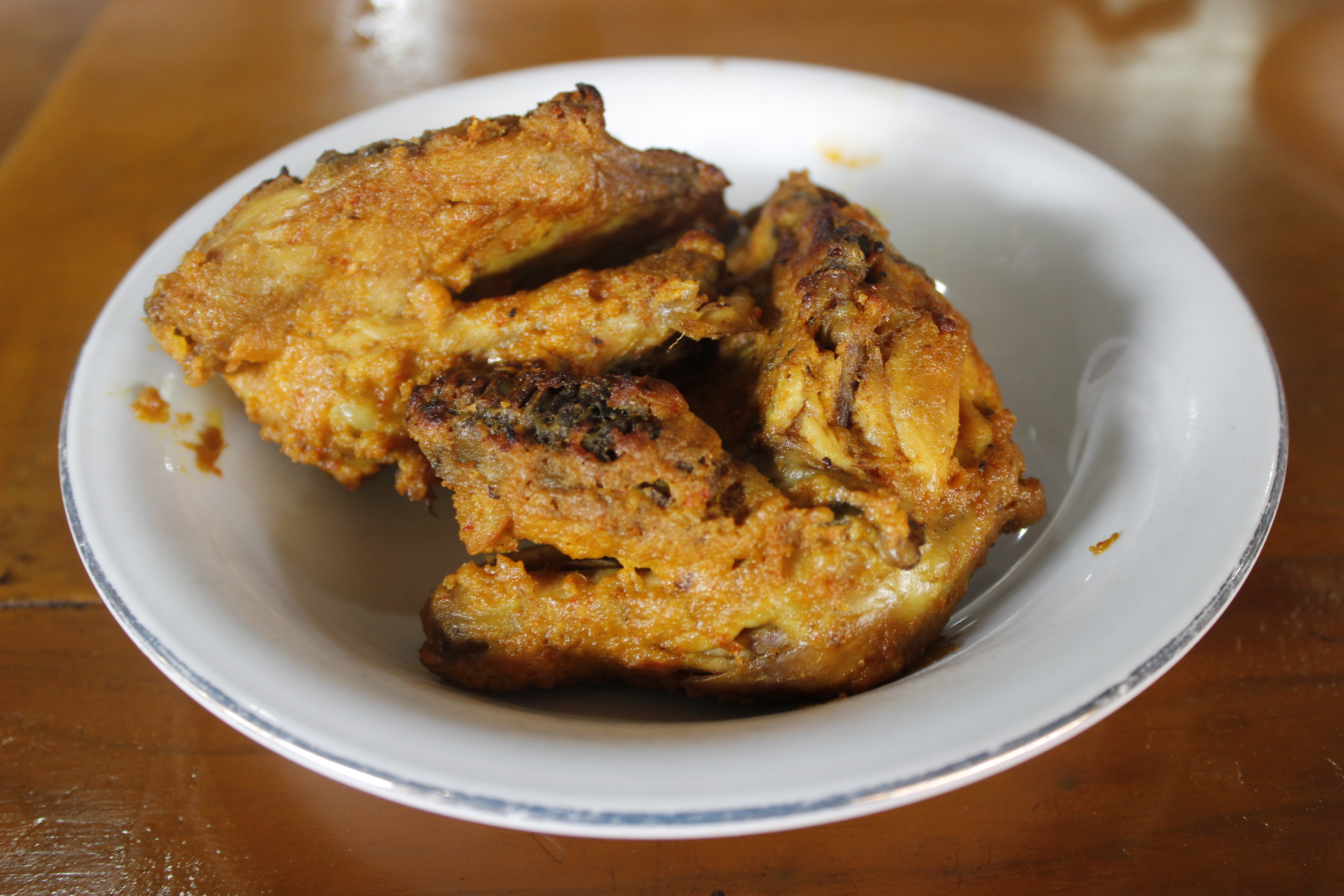
Ayam bakar

Ayam bakar là một món ăn gà trong các nền ẩm thực Indonesia và ẩm thực Malaysia, món này có nguyên liệu từ thịt gà được nướng trên than. Ayam bakar theo nghĩa đen có nghĩa là "gà quay" hay gà nướng trong tiếng Indonesia và tiếng Mã Lai.

## Chế biến
Ở Java, gà thường được ướp với hỗn hợp kecap manis (nước tương ngọt) và dầu dừa, dùng chổi cọ phết lên khi nướng, vừa nướng vừa phết. Hỗn hợp gia vị gồm bumbu mà thứ hỗn hợp này có thể khác nhau giữa các vùng, nhưng thông thường nó bao gồm sự kết hợp của hẹ, tỏi, ớt, rau mùi, nước cốt me, lai (trẩu), nghệ, riềng và muối. Ở Java thì Ayam bakar thường có vị khá ngọt do người ta dùng nhiều nước tương ngọt dùng để ướp hoặc nước chấm, trong khi Ayam bakar ở Padang, Bali, Lombok và hầu hết Sumatra thường cay hơn và có màu đỏ hơn do có nhiều được tẩm nhiều ớt, nghệ và các loại gia vị khác, và không có nước tương ngọt.
Các miếng gà thường được làm chín một phần trong hỗn hợp gia vị bằng cách sử dụng lửa nhỏ liu riu trước khi nướng chính thức để gà thấm gia vị. Trong quá trình nướng, các gia vị còn lại được thoa lên gà. Ayam bakar thường được dùng chung với  sambal terasi  (ớt với Mắm tôm terasi) hoặc  sambal kecap  (ớt cắt lát và hành tím ngâm trong nước tương) làm nước chấm hoặc gia vị và các lát dưa chuột và cà chua để trang trí. Có rất nhiều công thức nấu món  ayam bakar , trong số những công thức phổ biến là theo kiểu Padang vốn nguyên là kiểu Ayam bakar chính gốc, Ayam Percik và Ayam Golek từ Malaysia,  Ayam Taliwang trên đảo Lombok, ẩm thực Sundan thì có bakakak hayam và ở Java thì là có món ayam bakar bumbu rujak (gà cay nướng dừa). Thông thường, gà được ướp với hỗn hợp bột nhão gia vị, đôi khi là kecap manis (nước tương ngọt), và sau đó sẽ đem nướng.